# Maritta Bauerschmidt
Maritta Bauerschmidt est une gymnaste artistique est-allemande, née le 23 mars 1950 à Waldheim.

## Biographie
Maritta Bauerschmidt est médaillée de bronze du concours général par équipe aux Jeux olympiques d'été de 1968 à Mexico, avec ses coéquipières Erika Zuchold, Karin Janz, Marianne Noack, Ute Starke et Magdalena Schmidt. Elle est vice-championne du monde par équipe en 1971.